# أولاد أمزير (السعيدات)
أولاد أمزير هي إحدى مشيخات المملكة المغربية، تتبع جغرافيا لإقليم شيشاوة وإداريًا لالسعيدات. يقدر عدد سكانها بـ 2212 نسمة حسب الإحصاء الرسمي للسكان والسكنى لسنة 2004.